# Fália
Fália (grec moderne : Φάλια) est un village de Chypre.
Avant 1974 il y avait environ 200 habitants. En 2011 seulement 2 personnes y habitaient.

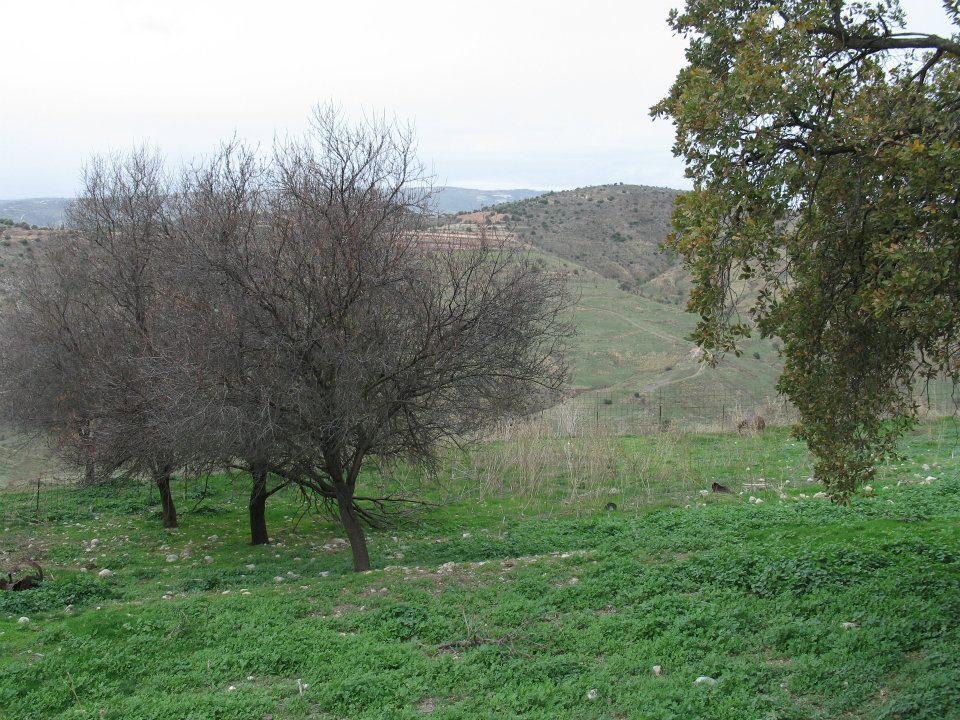
Vue de Fália en janvier 2012
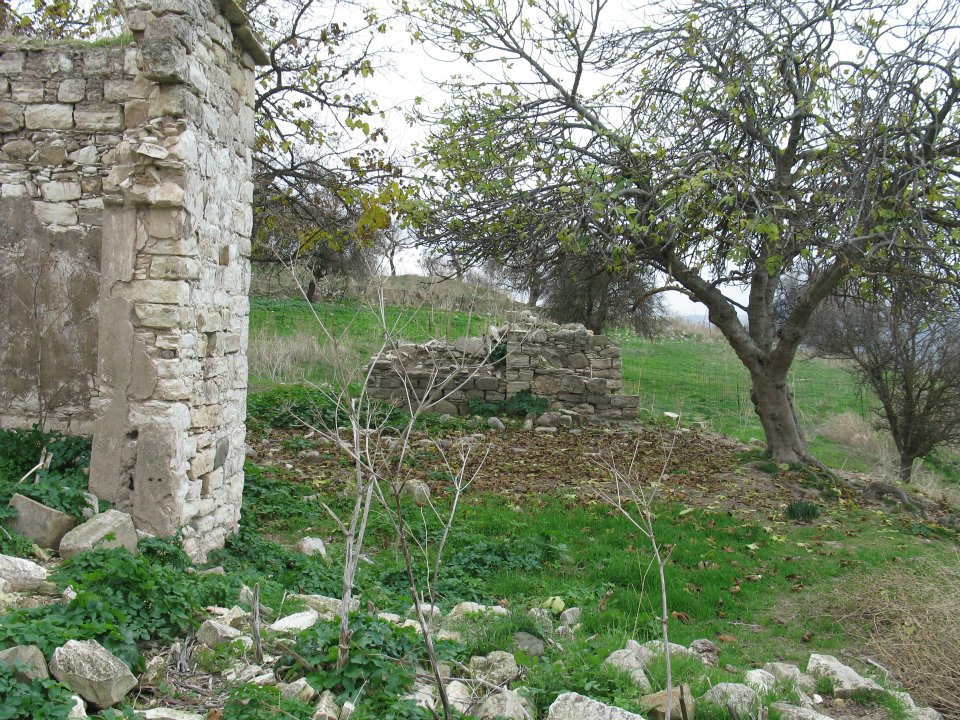
Maisons en pierre à Fália en 2015